# Jon Palmebjörk
Jon Palmebjörk, född 18 april 1986 i Umeå, är en svensk professionell ishockeyspelare som framför allt gjort sig ett namn i IF Björklöven. 
Palmebjörk har tidigare spelat för bland annat IF Sundsvall Hockey. Inför säsongen 2010/2011 gick han från Sundsvall till Örebro HK. Till följande säsong återvände Palmebjörk till Björklöven, och skrev ett treårskontrakt med klubben. Under säsongen 2012/2013 var Jon Palmebjörk också en av de två huvudpersonerna i realityserien Palmebjörk och Doktorn på SVT Play, som följde Björklövens säsong.
Palmebjörk blev utsedd till årets spelare i division 1 i C More Entertainments Hockeygala den 2 maj 2013. Med 24 mål och 45 poäng kom Palmebjörk tvåa respektive fyra i Hockeyallsvenskans skytte- och poängliga. Den 15 april 2014 skrev Palmebjörk ytterligare ett treårskontrakt med Björklöven. Under säsongen 2015-2016 lånade Palmebjörk ut till norska Sparta Sarpsborg. 2016-2017 avslutades karriären i danska Rungsted Seier Capital.

## Klubbar
- IF Björklöven (2002/2003 - 2003/2004)
- Tegs SK (2004/2005)
- IF Björklöven (2005/2006 - 2007/2008)
- IF Sundsvall Hockey (2008/2009 - 2009/2010)
- Örebro HK  (2010/2011 - 2011/2012)
- IF Björklöven (2011/2012-2016)